# Satyrus pumilus
Satyrus pumilus är en fjärilsart som beskrevs av Felder 1866. Satyrus pumilus ingår i släktet Satyrus och familjen praktfjärilar. Inga underarter finns listade.